# Бора Бора
Бора Бора (16° 26′ 40″ S 151° 45′ 5″ W / 16.44444° Ј; 151.75139° З) је острво из групе Острва Заветрине која спада у Друштвена Острва Француске Полинезије. Острво се налази на 260 километара од главног града Папетеа. Бора Бора је окружено лагуном и коралним гребеном. У средини острва се налазе остаци некадашњег вулкана у облику два врха — Паиа и Отеману који досежу висину од 727 метара. 
Године 2000. број становника је износио око 4.000 људи. Главно насеље, Ваитапе, је на западном делу острва.
Име Бора Бора је настало из тахићанског језика и означава „прво рођење”. Име се изворно изговара „Пора Пора”.
Исхрана на острву је ограничена на морска и кокосова јела.

## Историја
Острво први пут насељавају Полинежани у 4. веку. Након откривања, први који је организовао путовање Европљана на острво 1777. је био морепловац Џејмс Кук.
Године 1842. године Бора Бора постаје француски протекторат.

### Други светски рат
Током Другог светског рата, после јапанског напада не Перл Харбoр 7. децембра 1941, Бора Бора је постао јужнопацифичка америчка војна база за снабдевање. То је означило прво до тада војно присуство на острву. База је затворена 2. јуна 1946, а велики број војника је остало да на њему живи са својим породицама.
Авионска писта изграђена током рата је прва у Француској Полинезији. То је сада међународни аеродром. Поред њега, у Француској Полинезији, се налази и аеродром у Папетеу на Тахитију изграђен 1962. године. Аеродром на Бори Бори не може да прими велике авионе.

## Данас
Данас острво углавном зависи од туризма. Најчешће га посећују амерички и јапански туристи који долазе у ову туристичку дестинацију и који су увек враћају одушевљени због прелепе природе и предивних плажа.
Ер Тахити дневно организује пет до шест летова ка Папетеу. 
Службени језик Француске Полинезије, па тако и Бора Боре, је француски, али је енглески више у употреби, нарочито међу млађим генерацијама људи.
Јавни превоз је слабијег интензитета. Саобраћају углавном аутобуси на отприлике сваких сат времена. Препоручљиво превозно средство за туристе је бицикл уколико хотел не организује превоз. Могу се и изнајмити електрични аутомобили у Витапеу.
Бора Бора је позната по роњењу у коралном гребену. Велики број врста ајкула се могу видети у води. Постоје два ронилачка оператора: Бора Бора Дајв центар и Топ Дајв. Многи инструктори организују екскурзије храњења ајкула.